# Нові Сірі (присілок)
Нові Сірі́ (рос. Новые Сири) — присілок в Дебьоському районі Удмуртії, Росія.

## Населення
Населення — 3 особи (2010; 12 в 2002).
Національний склад станом на 2002 рік:
- удмурти — 100 %

## Урбаноніми[3]
- вулиці — Ключова